# Mehen (hra)

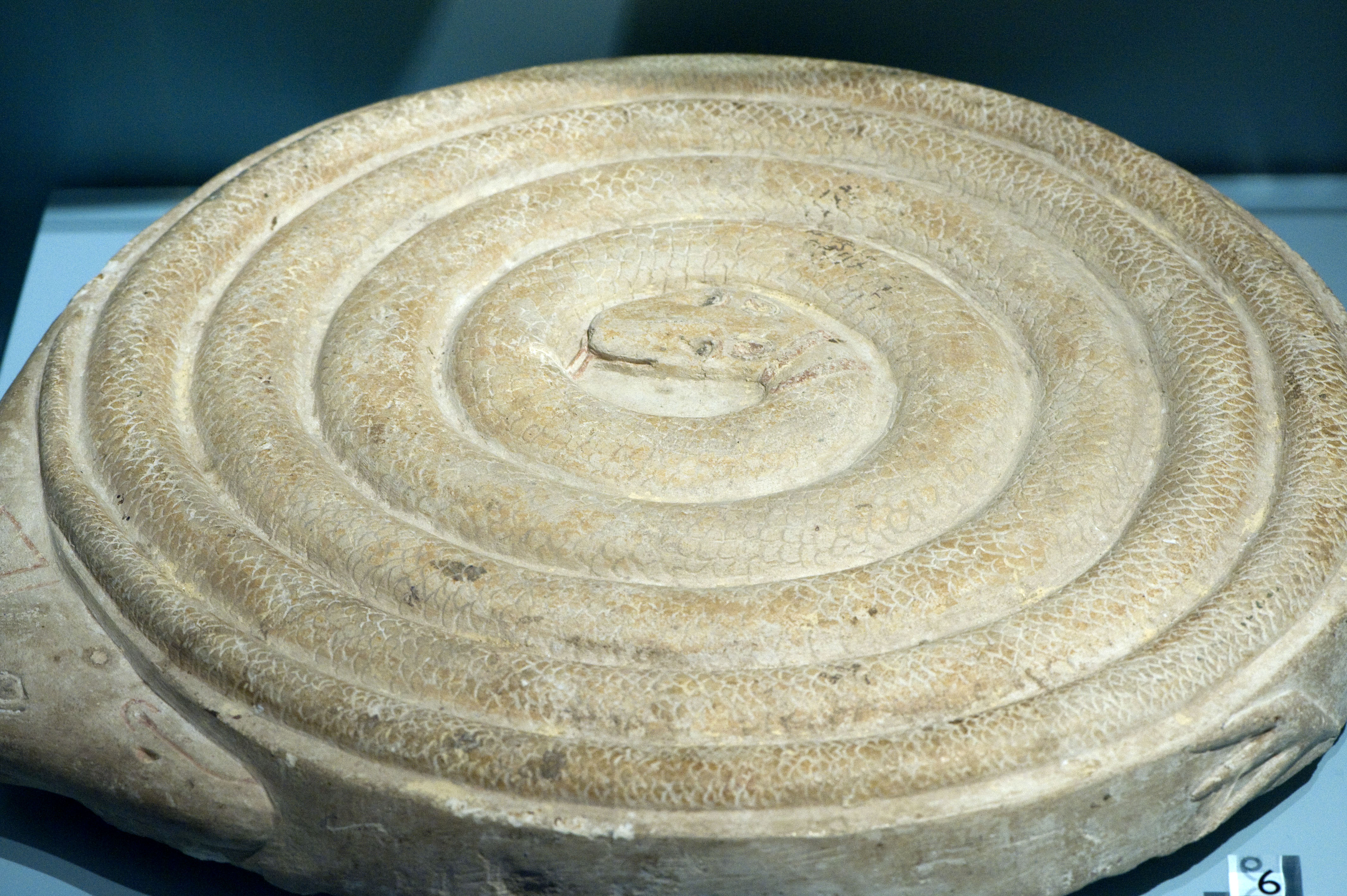
Mehen

Mehen (v egyptštině „mḥn“) je desková hra ze starověkého Egypta. Byla pojmenována podle ochranného hadího boha Mehena. 

## Historie
Hra mehen je známa od roku 3000 př. n. l. až do konce Staré říše. V období Střední a Nové říše se již pravděpodobně nehrála – nejsou nalezeny žádné tyto herní desky ani jejich vyobrazení. 

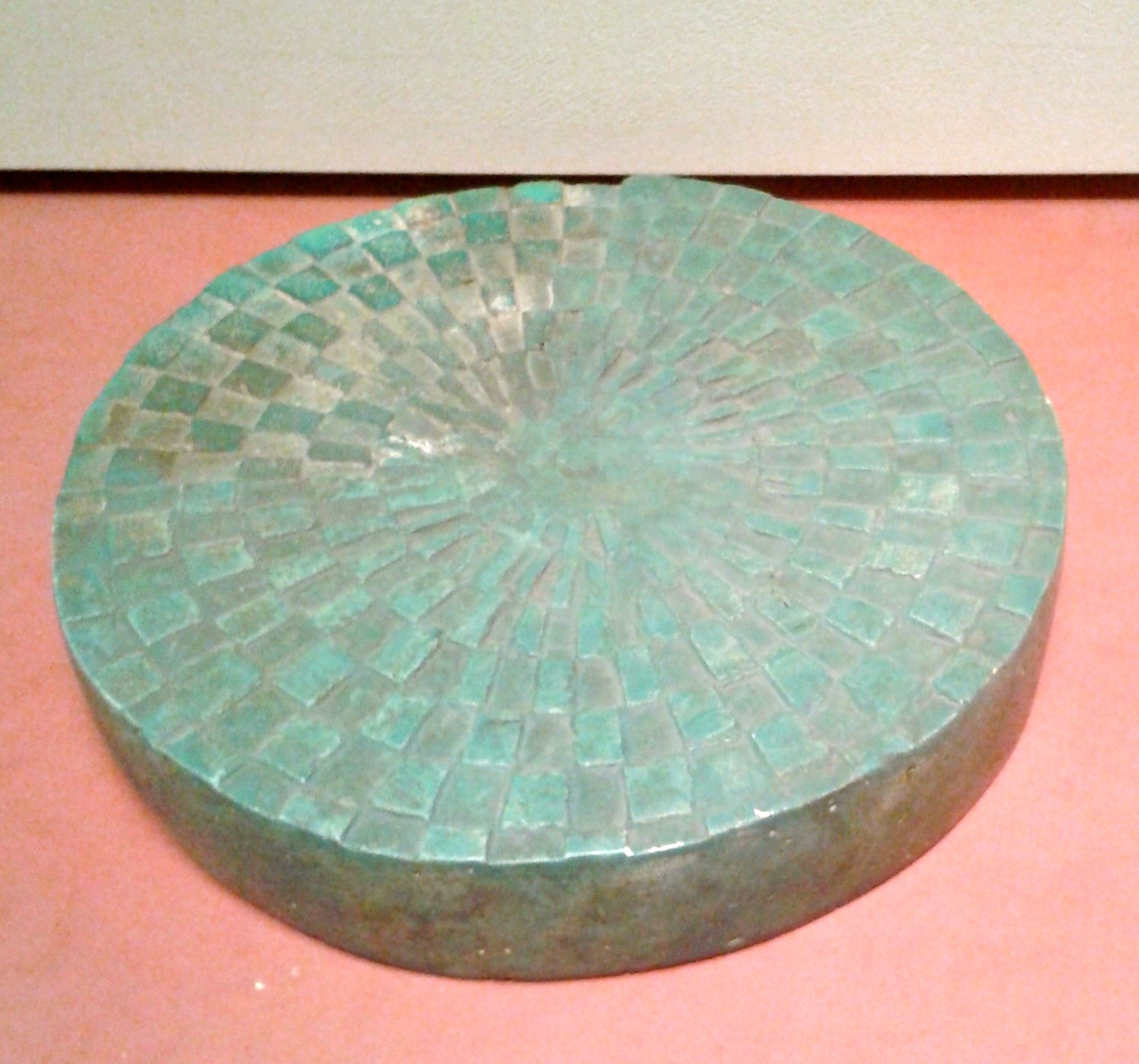
Herní deska pro mehen nalezená v Umm el-Káb v hrobce P faraona Peribsena z 2. dynastie

Hra se hrála i mimo Egypt. Objevuje se v Bab edh-Dhra a na Kypru. Na Kypru jsou známé desky, které byly z jedné strany určeny pro hru mehen a z druhé pro hru senet. Na Kypru zůstala být hrána déle než v Egyptě. 
Jedná o herní desku v podobě stočeného hada, jehož tělo je rozděleno na obdélníkové části. Figurky mohly být v podobě lvů a malých kuliček. Přesný způsob hraní se nedochoval.